# Jimmy Carter Man from Plains
Jimmy Carter Man from Plains (Man from Plains), è un documentario del 2007 del regista Jonathan Demme.
La cinepresa del premio Oscar Jonathan Demme segue l'ex Presidente degli Stati Uniti Jimmy Carter attraverso l'America raccontando la campagna di promozione del suo libro Palestine: Peace not Apartheid. L'ottuagenario artefice degli accordi di Camp David ingaggia con i media una lotta senza quartiere, perseguendo con energia la sua idea della riconciliazione e della pace. Plains è la città della Georgia in cui è nato e cresciuto Carter.
È stato presentato alla 64ª Mostra del Cinema di Venezia nella sezione Orizzonti.